# 배트맨: 가스등 아래의 고담
《배트맨: 가스등 아래의 고담》(영어: Batman: Gotham by Gaslight)은 배트맨을 소재로 한 2018년 DC 코믹스 원작 비디오 영화로, 브라이언 오거스틴와 마이크 미뇰라의 동명의 1989년 오리지널 그래픽노블을 원작으로 삼았다.

## 성우진
- 브루스 그린우드 - 브루스 웨인 / 배트맨
- 제니퍼 카펜터 - 셀리나 카일
- 앤서니 헤드 - 알프레드 페니워스
- 크리스 콕스 - 캘러핸 신부
- 존 디마지오 - 불럭 경장
- 데이비드 포세스 - 사이러스 골드
- 그레이 그리핀 - 레슬리 수녀, 제이슨
- 밥 졸스 - 톨리버 시장
- 유리 로언솔 - 하비 덴트
- 링컨 멜처 - 디키
- 스콧 패터슨 - 제임스 고든
- 윌리엄 샐리어스 - 휴고 스트레인지
- 타라 스트롱 - 말린, 티미
- 브루스 팀 - 아캄 라디오 진행자
- 캐리 우러 - 바버라아일린 고든, 패멀라 아이슬리